# ماريا فرانزيسكا من زولتسباخ
كونتيسة بالاتينات ماريا فرانتزيسكا من زولتسباخ (Maria Franziska, Pfalzgräfin von Sulzbach؛ 15 يونيو 1724 - 15 نوفمبر 1794)؛ كانت كونتيسة بالاتينات تسفايبروكن-بيركينفيلد من خلال زواجها بـ فريدرش مايكل، كونت بالاتينات تسفايبروكن-بيركينفيلد.
ولدت في شفتسينغن، كانت الطفل الخامس لـ يوزف كارل، كونت بالاتينات-زولتسباخ وكونتيسة بالاتينات إليزابيث أوغست صوفي من نيوبورغ، من بين أشقائها الستة لم تبق على قيد الحياة سوى هي وشقيقتان أكبر منها: إليزابيث أوغست وماريا آنا، هي حفيدة كارل فيليب الثالث ناخب بالاتينات وابنة عم كارل ثيودور ناخب بافاريا وكذلك والدة ماكسيمليان الأول يوزف ملك بافاريا.

## الحياة
كان والدها هو الخليفة المعين لكل من جدها ثيودور يوستاس كونت بالاتينات من زولتسباخ وحماه كارل الثالث فيليب ناخب بالاتينات، ولكنه لم يستحوذ على ميراثه أبدًا بسبب وفاته المبكرة عام 1729، تزوجت شقيقتها الكبرى إليزابيث أوغست لاحقًا من الوريث التالي لـ ناخبو بالاتينات كارل ثيودور ناخب بافاريا، وبعد وفاة كارل ثيودور في فبراير 1799 دون أن يبقى له ذرية شرعية، ورث ابنها الأصغر ماكسيميليان الرابع يوزف مقاطعتي بالاتينات وبافاريا (لاحقًا ماكسيميليان الأول ملك بافاريا)؛ وبهكذا أصبحت ماريا فرانتزيسكا سلف جميع ملوك بافاريا حتى عام 1918 والفرع الملكي الذي لا يزال على قيد الحياة من عائلة فيتلسباخ.
في 6 فبراير 1746 تزوجت ماريا فرانتزيسكا من فريدرش مايكل، كونت بالاتينات تسفايبروكن-بيركنفيلد، ومع دخول عقد الستينيات وبعد أن أنجبت خمسة أطفال، بدأت علاقتها بزوجها في التدهور، لذلك بدأت علاقة غرامية مع ممثل من مانهايم، وبعد ظهور عليها أعراض الحمل، تم نفيها من البلاط، وأثناء إقامتها في ستراسبورغ أنجبت ولدا، وبعدها تم احتجازها شبه احتجاز في العديد من الأديرة، أولاً في أورسولين في ميتز ثم بـ أوغسطينوس في بونيفوا الواقعة بدوقية لوكسمبورغ، بعد وفاة زوجها عام 1767 سُمح لها بالعودة إلى قلعة زولتسباخ.
توفيت ماريا فرانزيسكا في زولتسباخ ودُفنت في كنيسة المحلية. تم دفن قلبها بشكل منفصل ومنذ عام 1983 تم وضعه في ضريح سيدة ألتوتينغ.

## الذرية
أنجبت ماريا فرانتزيسكا لزوجها فريدرش مايكل خمسة أبناء:-
1. كارل الثاني أوغست دوق تسفابيروكن (29 أكتوبر 1746 - 1 أبريل 1795)؛ تزوج من ماريا آماليا الساكسونية، لديهم ابن توفي صغيراً.
2. كليمنس أوغست يوزف فريدرش (18 سبتمبر 1749 - 19 يونيو 1750).
3. ماريا أميلي أوغسته (10 مايو 1752 - 15 نوفمبر 1828)؛ تزوجت من فريدريش أوغست الأول ملك ساكسونيا، شقيق ماريا آماليا، لديهم أبناء توفوا صغار.
4. ماريا آنا (18 يوليو 1753 - 4 فبراير 1824)؛ تزوجت من الدوق فيلهلم في بافاريا، لهم ذرية، فهما سلف إليزابيث إمبراطورة النمسا.
5. ماكسيمليان الأول يوزف ملك بافاريا (27 مايو 1756 - 13 أكتوبر 1825)؛ تزوج مرتين أولاً من أوغستا فيلهلمين من هسن-دارمشتات، لهم ذرية، ثم من كارولين من بادن، لهم ذرية.